# Districtul Évora
Districtul Évora (portugheză Distrito de Évora) este un district în sudul Portugaliei, cu reședința în Évora. Are o populație de 173 408 locuitori și suprafață de 7 393 km².

## Municipii
- Alandroal
- Arraiolos
- Borba
- Estremoz
- Évora
- Montemor-o-Novo
- Mora
- Mourão
- Olivenza
- Portel
- Redondo
- Reguengos de Monsaraz
- Vendas Novas
- Viana do Alentejo
- Vila Viçosa